# 梅樹坑

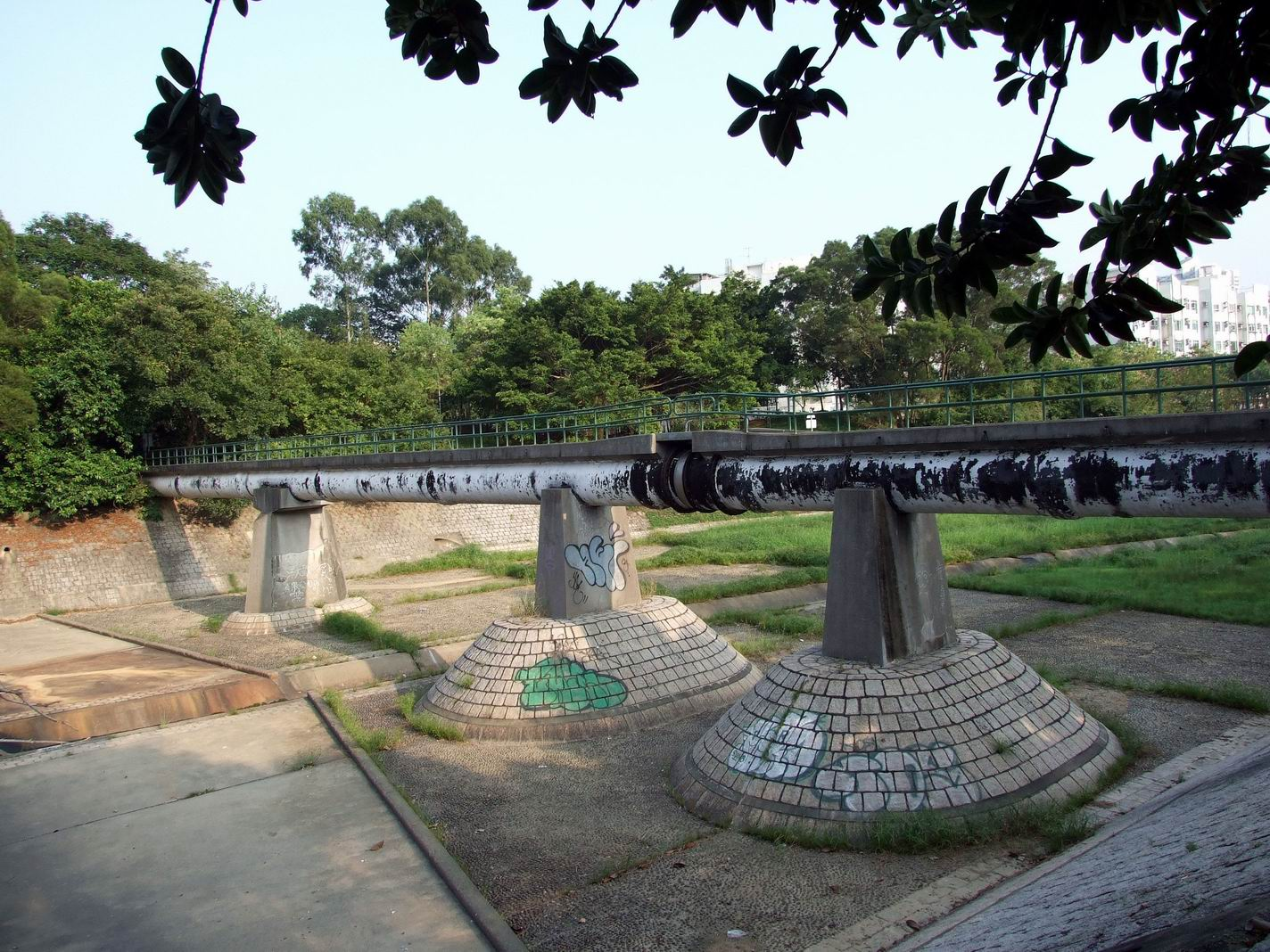
梅樹坑觀景臺望窄橋

梅樹坑（英語：Mui Shue Hang），是香港的一個村莊，位於大埔區北部，社山東側，石鼓壟之北，大埔頭水圍之西，三渡坑之南，沿林村河西岸而建。
梅樹坑村早期的歷史不詳， 清代嘉慶二十四年（西元一八一九年）刊行的＜新安縣志>的鄉村名錄未有[梅樹坑］。村內的常寂園始建於西元一八五四年， 推斷此前已經有鄉民聚居.

## 建築
- 梅樹坑遊樂場
- 常寂園
- 旭輝園
- 梅樹坑觀景臺

## 交通
- 大埔太和路
- 吐露港公路
- 大埔頭水圍路
- 梅樹坑路